# Darja Marolt Presen
Darja Marolt, slovenska biotehnologinja in mikrobiologinja.
Po diplomi iz mikrobiologije na Biotehniški fakulteti v Ljubljani je vpisala doktorski študij biotehnologije na isti fakulteti. Študij je opravila kot mlada raziskovalka na Zavodu RS za transfuzijsko medicino, od tega med letoma 2004 in 2005 kot gostujoča raziskovalka na MIT-Harvard Division of Health Sciences and Technology v Bostonu (ZDA). S podoktorskim usposabljanjem je nadaljevala na Univerzi Columbia v New Yorku. Leta 2010 je dobila položaj Helmsleyjeve raziskovalke matičnih celic na Fundaciji za matične celice v New Yorku (The New York Stem Cell Foundation, NYSCF), kjer vodi raziskovalno skupino.
Strokovno se ukvarja s tkivnim inženirstvom kostnega tkiva za presajanje bolnikom in poškodovancem. Skupina na NYSCF pod njenim vodstvom je leta 2013 objavila odmeven članek, v katerem so poročali o uspešni pridobitvi kostnega tkiva iz induciranih pluripotentnih matičnih celic (iPS), dobljenih iz kožnega tkiva.